# Жорди Алба
Жорди Алба Рамос (роден на 21 март 1989 г.) е испански футболист, играещ за Интер Маями в Мейджър Лийг Сокър.

## Кариера

### Ранни години
Алба започва кариерата си в академията на Барселона, но бива освободен от клуба през 2005. След това се присъединява към съседския УЕ Корнея и след близо две години преминава във Валенсия срещу €6000, където завършва футболното си образование.
След като помага на резервите да се изкачат от четвърта дивизия през сезон 2007/08, той прави професионалния си дебют през следващия сезон, играейки под наем във втородивизионния Химнастик де Тарагона.

### Валенсия
След като се завръща във Валенсия, Алба дебютира в Ла Лига на 13 септември 2009 срещу Реал Валядолид. През първата половина от сезона обаче той почти не играе и взима участие само в мачовете от Лига Европа. Жорди Алба получава шанс да заиграе в основния състав чак в средата на сезона, когато един от защитниците се контузва и треньорът Унай Емери го поставя на левия фланг на отбраната. На 11 април 2010 вкарва първия си гол с екипа на Валенсия срещу Майорка.

### Барселона
На 28 юни 2012 г. Алба подписва петгодишен договор с Барселона за трансферна сума от 14 милиона евро. Той прави своя официален дебют на 19 август, изигравайки пълни 90 минути при домакинска победа с 5–1 срещу Реал Сосиедад.
Алба вкарва първия си гол за блаугранас на 20 октомври 2012 г., първият при победата с 5-4 срещу Депортиво Ла Коруня, но си вкарва и автогол. В следващия мач, у дома срещу Селтик в груповата фаза на Шампионската лига, той пронизва мрежата в 93-та минута при победата с 2-1.
На 12 март 2013 г. Алба бележи петия си гол за кампанията, отбелязвайки в последната минута, за да завърши домакинската победа на Барселона с 4:0 над Милан в осминафиналите на Шампионската лига след поражение с 0:2 в първия мач на Сан Сиро, когато неговият отбор става първият в историята на състезанието, който успява да преодолее такова изоставане. Той завършва първия си сезон в Барселона като шампион в Ла Лига, като каталунския мениджър Тито Виланова си връща титлата от Реал Мадрид.
На 2 юни 2015 г. Алба подписва нов петгодишен договор с нова клауза за откупуване от €150 милиона. Четири дни по-късно той стартира във финала на Шампионската лига, помагайки на клуба да спечели петата си победа в състезанието, побеждавайки Ювентус с 3–1 на Олимпийския стадион в Берлин. Той има 38 участия във всички турнири, с един гол, като Барса печели требъл.
На 22 май 2016 г. Алба спечелва втората Купа на Краля в кариерата си, като отбелязва в 97-ата минута на финала срещу Севиля след пас на Лионел Меси, в крайната победа с 2:0 при продълженията на Висенте Калдерон в Мадрид.
На 11 март 2019 г. Алба подписва нов петгодишен договор с нова клауза за откупуване от €500 милиона.
Алба пропуска 50 % от мачовете през сезон 2019-20, пропускайки 12 от 24 мача, поради контузия на подколянното сухожилие и мускулна контузия.
Алба прави най-доброто си представяне през сезон 2020–21, когато отбеляза 5 гола и 13 асистенции във всички турнири, като печели Купата на Краля със своя клуб.
На 9 август 2021 г. Жорди Алба е обявен за четвъртия капитан на Барселона, след като капитанът Лионел Меси напуска клуба преди сезон 2021–22.

## Национален отбор
Жорди Алба се състезава от 2006 за юношеския национален отбор на Испания, където изиграва 18 мача в различните възрастови групи. С отбора до 20 години той печели футболния турнир на Средиземноморските игри през 2009.
На 11 октомври 2011 Жорди дебютира за мъжкия национален отбор срещу Ирландия. Във финала на Евро 2012 той вкарва гол във вратата на Италия след пас от Шави Ернандес и става първият защитник вкарал във финал на европейско първенство.

## Стил на игра
Алба е миниатюрен, технически надарен, подвижен и бързо атакуващ ляв бек, който може да се използва и като ляво крило; той е известен със своето темпо, свързваща игра, контрол на топката, позициониране, визия, движение и способността си да насочва атакуващите си изтичвания в пространството и да се издига по фланга, както и способността си да доставя центрирания в наказателното поле, което му позволява да прави асистенции за съотборници. Нещо повече, той е и упорит играч; защитата му обаче е цитирана като слабост от някои експерти, като Енрике Ортего от Maрка, въпреки че той успява да подобри този аспект от играта си с напредването на кариерата си. Неговата бързина и издръжливост му позволяват да бъде много ангажиран както в офанзивните, така и в отбранителните игри на отбора си, тъй като той може да стигне от единия край на терена до другия много бързо, често натискайки напред, за да премине покрай играчи и да отбележи голове, или да отстъпи, когато неговият отбор загуби притежанието на топката.
В разцвета си, неговата връзка и комбинирана игра с Лионел Меси ги направи едно от най-ефективните нападателни дуота в световния футбол и едно от най-смъртоносните в историята на Барселона. Смятан за стандарт за леви бекове в Европа от медиите, Алба спечелва аплодисменти от бившите леви бекове Хоан Капдевила и Роберто Карлос за неговия стил на игра и способности. Той също така се смята за един от най-бързите играчи на своето поколение и един от най-бързите крайни защитници за всички времена.

## Успехи
Барселона
- Примера дивисион (6): 2012/13, 2014/15, 2015/16, 2017/18, 2018/19, 2022/23
- Купа на краля (5): 2014/15, 2015/16, 2016/17, 2017/18, 2020/21
- Суперкупа на Испания (4): 2013, 2016, 2018, 2023
- Шампионска лига (1): 2014/15
- Световно клубно първенство (1): 2015

 Интер Маями
- Лийгс къп (1): 2023
- Съпортърс шийлд (1): 2024